# ザキ山小屋
『ザキ山小屋』（ザキやまごや）は、2014年10月11日から朝日放送テレビ（ABCテレビ）で毎月第2金曜日の翌日未明1:34 - 2:04（JST、第2金曜日深夜）に放送されているバラエティ番組。姉妹番組に『ザキ山小屋別館』がある。

## 概要
どこかの山の奥深くにあるペンション「ザキ山小屋」。毎回ディープな趣味を持つ御一行さまが訪れ、山に籠りきりになっているオーナー（山崎弘也）を人里へ連れ出すべく、それぞれのこよなく愛するテーマについて熱いトークを繰り広げるといった内容である。

## 出演者
オーナー
- 山崎弘也（アンタッチャブル）

従業員
- 塚地武雅（ドランクドラゴン）

山ガール
- 鶴あいか
- 有沢雪
- 平館真生
- 林加奈子[2]

過去の山ガール
- 小間千代
- 金子栞
- 久保村りず
- 太田葉子
- 田原沙采
- さいとうなり

## ザキ山小屋別館
『ザキ山小屋別館』（ザキ山小屋別館）は、2014年10月から朝日放送で毎週土曜日0:12 - 0:24（JST、金曜深夜）に放送されているミニ番組（約2分30秒）
2022年の4月改編で深夜最終版のニュース枠は廃止された、土曜日 0:19 - 0:24 （6分）に放送されていたが、4月9日（8日深夜）からは放送時間を0:12 - 0:24に変更（12分拡大）している。『ザキ山小屋』と同じく山崎弘也、塚地武雅が出演する。

### 内容
話のネタに使える日常の様々なランキングを紹介し、トークを繰り広げる。
『ザキ山小屋』放送週は、これに代わり本編の番組予告が流される。

## ネット局
| 放送対象地域 | 放送局                   | 系列           | 放送日時（JST）               | 放送期間                                  | ネット状況 |
| ------------ | ------------------------ | -------------- | ----------------------------- | ----------------------------------------- | ---------- |
| 近畿広域圏   | 朝日放送テレビ（ABC TV） | テレビ朝日系列 | 第2金曜の翌日未明 1:34 - 2:04 | 2014年10月11日 -                          | 制作局     |
| 石川県       | 北陸朝日放送（HAB）      | テレビ朝日系列 | 土曜の翌日未明 1:05 - 1:30    | 2016年5月11日 - 12月7日、2020年11月29日 - | 遅れネット |

### 過去のネット局
| 放送対象地域 | 放送局                | 系列           | 放送日時（JST）    | 放送期間                        | ネット状況 |
| ------------ | --------------------- | -------------- | ------------------ | ------------------------------- | ---------- |
| 岩手県       | 岩手朝日テレビ（IAT） | テレビ朝日系列 | 土曜 16:00 - 16:30 | 2016年11月26日 - 2017年12月16日 | 遅れネット |

北海道テレビ（HTB）でも2018年6月25日に放送された。

### インターネット配信
| 配信元 | 更新日時                | 配信期間 | 備考                                 |
| ------ | ----------------------- | -------- | ------------------------------------ |
| TVer   | 第2金曜の翌日 2:04 更新 | 7日      | 朝日放送テレビの最新回限定で無料配信 |
| GYAO!  | 第2金曜の翌日 2:04 更新 | 7日      | 朝日放送テレビの最新回限定で無料配信 |

## スタッフ
- だらぼっちの声（ナレーション）：金田朋子[5]
- 構成：芦沢忠助教授
- CAM：須藤崇平
- MIX：高松千佳子
- 美術：森健彦
- CG：山田健介
- ヘアメイク：marvee
- EED：小川颯太
- MA：三木多聞
- 音効：岡戸久幸
- 美術協力：フジアール
- 技術協力：イングス、テーク・ワン、戯音工房
- 撮影協力：HYPER MIX
- 番宣：竹内一平、高橋寿英
- AD：荒井亮太、河野祥大
- ディレクター：藤野智光
- 演出：内田青作
- プロデューサー：幡谷和久、岡野悠紀、中東昌子
- 制作：朝日放送テレビ、ユーコム

### 過去のスタッフ
- CAM：河部謙一
- MIX：吉川淳
- EED：新保公英
- MA：鳥海彩乃
- 技術協力：V VISION STUDIO
- 番宣：福永喜夫
- リサーチ：石原慎也
- AD：安倍裕貴、遠藤ふみ
- プロデューサー：伊藤拓哉、佐藤真澄